# فرودگاه آبی آرمسترانگ
فرودگاه آبی آرمسترانگ (به انگلیسی: Armstrong Water Aerodrome) یک فرودگاه همگانی است که یک باند فرود آب دارد. این فرودگاه در کشور کانادا قرار دارد و در ارتفاع ۳۴۱ متری از سطح دریا واقع شده‌است.